# Равен
 Тази статия е за селото в България.  За селото в Северна Македония вижте Равен (община Гостивар).  
Равен е село в Южна България. То се намира в община Момчилград, област Кърджали.

## География
Село Равен се намира в планински район.

## Население
Численост и дял на етническите групи според преброяването на населението през 2011 г.:
|                     | Численост | Дял (в %) |
| Общо                | 343       | 100,00    |
| Българи             | 0         | 0,00      |
| Турци               | 337       | 98,25     |
| Цигани              | 0         | 0,00      |
| Други               | 0         | 0,00      |
| Не се самоопределят | 0         | 0,0       |
| Неотговорили        | 6         | 1,74      |

## Религии
Повечето жители са турци сунити, а в присъединеното към Равен село Горна Чобанка (Кедикчал) живеят алевии (бекташи).

## Културни и природни забележителности
Вкаменената гора
В района на село Равен се намира скалният феномен Вкаменената гора. Множеството каменни стъбла на тази гора са с диаметър от 5 до 120 см и височина 4-5 метра. Имат вид на дълго горели, но недогорели дървета. Съставени са от здраво споени песъчинки и скални отломки. Предполага се, че са скали, които са се образували преди 25-30 млн. години, когато Източните Родопи са били подложени на подводна вулканична дейност.
Тюрбе на Ибрахим баба
Край селото се намира тюрбето на Ибрахим баба, легендарен военачалник от Хорасан, почитано от местните алевии. До 1980 година, когато е построена сегашната сграда, тюрбето е открито. Сградата е правоъгълна с размери 5 х 9 m.